# Шарабидзе, Рамаз
Рамаз Шарабидзе (14 мая 1930, Грузинская ССР — 23 мая 1994) — советский и грузинский кинорежиссёр. Заслуженный деятель искусств Грузинской ССР (1979). 

## Фильмография

### Режиссёрские работы
- 1974 — Пари (короткометражный)
- 1975 — Субботний вечер (короткометражный)
- 1976 — Термометр (короткометражный)
- 1976 — Три рубля (короткометражный)
- 1977 — Возвращение

## Награды
- Заслуженный деятель искусств Грузинской ССР (1979)[1].